# Francesco Maria Pignatelli
Francesco Maria Pignatelli (ur. 19 lutego 1744 w Rosarno, zm. 14 sierpnia 1815 w Rzymie) – włoski kardynał.

## Życiorys
Urodził się 19 lutego 1744 roku w Rosarno, jako syn Fabrizia III Pignatelliego i Costanzy de’ Medici di Ottajano. Studiował na La Sapienzy, gdzie uzyskał doktorat z prawa. Następnie został protonotariuszem apostolskim i referendarzem Trybunału Obojga Sygnatur. 21 lutego 1794 roku został kreowany kardynałem prezbiterem i otrzymał kościół tytularny Santa Maria del Popolo. W 1795 roku został legatem w Ferrarze. Gdy wojska napoleońskie przejęły kontrolę nad miastem, kardynał został na pewien czas uwięziony. W 1801 roku został prefektem Kongregacji ds. Dyscypliny Zakonnej. W 1809 roku został aresztowany przez wojska napoleońskie i wydalony do Francji, gdzie odmówił udziału w ślubie Napoleona z Marią Ludwiką. Z rozkazu cesarza został wygnany do Rethel. Zmarł 14 sierpnia 1815 roku w Rzymie.